# Градска већница у Умеу
Градска већница Умео је изграђена након пожара 1888. који је спалио град до темељa. Она је подигнута на месту претходне градске већнице (изграђене 1600-тих) која је срушена 1890. Архитекта је био Фредрик Олаус Линдстром из Стокхолма. Нови план o развоју урбаног подручја Линдстрöм дао је градској већници истакнуто место на обали реке, са главном фасадом окренутом према југу преко луке на реци Уме (која је још увек повремено пловна, што пружа приступ главној градској тачки).

## Историја

### Прва градска већница
Током 1600-тих, Умеа је имала само неколико јавних грађевина; црква, школа и градска већница. Градска већница је била на северу Радхусторгетa (Трг Градске већнице), и у њој је било смештено судство, градска администрација и друге заједничке функције. Градска већница је била једноспратна грађевина, опремљена са три прозора према тргу и са високим четвороводним кровом, a на врху се налазио кровни фењер.

### Друга градска већница
За вријеме Великог северног рата Руси су спалили град у потпуности неколико пута, али након мировног споразума 1721. нова градска већница је изграђена на северном крају Трга градске већнице. Нова градска већница се састојала од двије етаже са два крила и са малим торњем са сатом. У приземљу је била смештена коноба, која је укључивала и ресторан, те дужнички затвор. На спрату се налазила плесна дворана и мања сала за састанке. Западно крило је имало двије просторије које су служиле за одржавање наставе.

### Трећa градска већница
Нова и већа градска већница на два спрата изграђена је 1814. на северном блоу Трга градске већнице, a главна фасада је била окренута према југу. Грађевину је дизајнирао Самуел Енандер који је био архитекта на Оверинтендентсамбетет (Надзорни одбор). У складу са Уредбом краљевских грађевина koja је ступила на снагу 1776, јавне грађевине морале су бити изграђене од камена, али Умеа је била изузетак и градска већница је уместо тога изграђена од дрвета.
Приземљe је укључивало конобу, аукцијске собе, те истражни затвор. На горњем спрату источна половина је имала велику дворану и простор за освежење, собе за разговор. Западна половина горњег спрата је била сала за седнице Магистрата и заједнички простор за градске старешине.
Висина соба на горњем спрату је била већа него висина соба у приземљу, те фасада грађевине, koja је имала строг и гладак царски стил, имала је већи распон на горњем спрату.

#### Нови дизајн
Умеа је имала економски бум средином 1800-тих и јавним грађевинама је била преко потребна адаптација. Градска већница је била опремљена са белом ламперијом и фасада је имала шест дорских колосалних пиластарa. 1880, телеграфска станица је пресељена у градску већницу.

### Тренутна градска већница
Фредрик Олаус Линдстром – који је 1889-90 створио нацрте за Градску цркву Умеа - је такође дизајнирао нову градску већницу. Линдстром је био инспирисан холандским неоренесансним стилом, што је омогућило одређену асиметричност. Многе куле су дизајниране са различитим висинама и облицима. Иначе, фасада је затегнута и изграђена је од црвене цигле. портали, подручја око прозора и осталих детаљa су направљени уз помоћ пешчењака. Међутим, на неким деловима су из економских разлога кориштени јефтинији материјали као што су ливено гвожђе обложено уљаним бојама у одговарајућим бојама.
Велики нагласак је стављен на околину градске већнице. Између осталог створено је ново шеталиште из градске већнице према северу. Такође, у суседству према луци изграђен је парк градске већнице, смештен поврх обале реке, у монуметалној позицији.

#### Двоструки главни улаз
Када је средином 1890-их изградња главног пута кроз горњи Норланд достигла Умео појавио се један неочекиван проблем. Тада је одлучено да ћe нова жељезничка станица бити смештена мало северније од градске већнице - тј. на задњој страни већнице. Сматрало се немогућим да задња страна већнице буде окренута према краљу када он дође возом да отвори жељезницу. Стога, прије доласка краљa Оскара 1896. изграђен је други главни улаз према северу - према ономе што је данас Радхусторгет (Трг градске већнице) и градска већница је имала два главна улаза.

#### Ниша на западној забати градске већнице
Дана 2. јула 1892, Виктор Рyдберг и Георг вон Росен написали су писмо препоруке Градском већу Умеа за вајара Оскара Берга. Берг је био заинтересован за креирање кипа богиње правде, Јустиција. Кип је укључен у нацрте, високо на западној забати, изнад улаза у стару полицијску станицу, која је сада зазидана. Због великих трошкова града за обнову након пожара 1888, Градско већe је одлучило да то не могу приуштити. Пројекат Ели Аслунда, брата Хелмера Ослунда, из 1895 да направи кип за 500 Круна је био одбијен из истих разлога. Стога, ниша на западној забати градске већнице и данас стоји празна, без кипа.

#### Вишенамеснска грађевина
У Градској већници су смештене сала Градског већа и остале административне просторије. Западни дио грађевине је на почетку био резервисан за судску и извршну власт; затим полицијску станицу и ухапшене у приземљу те судницу на горњем спрату. Касније је цели западни дио грађевине користио Окружни суд Умеа. Неколико година су у приземљу биле смјештене телеграфска станица и пошта a у подруму су се налазиле аукцијске собе.

## Биста Густафа II Адолфа Шведског
Биста оснивача Умеа, Густафа II Адолфа, налази се на пола пута између Сторгатана (главна улица) и двоструких степеница градске већнице према југу (према реци). Биста је изграђена од бронзе и стоји на гранитном постољу. Постољe има медаљон са монограмом ГAРС (Густавус Адолпхус Реx Суециае). Укупна висина износи око три метра, a бисту је креирао уметник Ото Страндман. Статуа је откривена 20. аугуста 1924. на свечаној церемонији у вези 300. годишњице пука Вастерботен.

## Биљешке
- Eriksson, Karin (1975). Studier i Umeå stads byggnadshistoria : från 1621 till omkring 1895 (PDF). Umeå studies in the humanities, 0345-0155 ; 3. Umeå: Umeå universitetsbibliotek. ISBN 978-91-7174-000-7.